# Emérico de Zápolya
El conde Emérico de Zápolya de Szepes (en húngaro: Szapolyai Imre) (? – 12 de septiembre de 1487) fue un noble aristócrata húngaro del siglo XV miembro de la Casa de Zápolya. Ocupó el cargo de nádor de Hungría (1486–1487), y fue gobernador de Croacia-Eslavonia. Emérico era hermano mayor del conde Esteban de Zápolya, padre del rey Juan I de Hungría.

## Biografía
Emérico nació como hijo del noble Ladislao de Zápolya, y entre sus hermanos se hallaban Esteban de Zápolya y Nicolás de Zápolya. Emérico comenzó el ascenso de su carrera político-militar al lado del regente húngaro Juan Hunyadi. Fue nombrado ispán de cámara de la ciudad de Nagybánya desde 1458 hasta 1459, y posteriormente entre 1459 y 1464 fue tesorero real. El rey Matías Corvino de Hungría complacido con Emérico y su hermano Esteban pronto los colmó de cargos públicos, confiándoles diferentes dependencias del reino. Desde 1464 hasta 1466 fue regente de la región de Croacia-Eslavonia, y entre 1464 y 1465 fue regente de Bosnia. Desde 1465 hasta su muerte fue nombrado ispán de la provincia de Szepes. Si bien luego Emérico se opuso abiertamente al rey e incluso participó en la conspiración de Juan Vitéz, siempre recibió misericordia del monarca húngaro. A partir de 1475 fue regente real, y desde 1486 hasta su muerte en 1487 fue nádor de Hungría.